# Langnian Buyang jezik
Langnian Buyang jezik (ISO 639: yln; isto i langjia buyang, buyang zhuang, istočni buyang, funing buyang, buozaang), jezik porodice tai-kadai, kojim govori oko 300 ljudi (1995) u kineskoj provinciji Yunnan, u Autonomnoj prefekturi Wenshan Zhuang-Miao (okrug Funing), sela Langjia i Nianlang.
Zajedno s jezicima buyang e’ma [yzg] i yerong [yrn] čini istočnu podskupinu buyanških jezika. priznat je kao poseban jezik 14. 1. 2008. nekon podjele jezika buyang [byu] na tri posebna jezika buyang e’ma [yzg]; langnian buyang [yln] i baha buyang [yha]

## Vanjske poveznice
- The Buyang, Langnian Language